# Julio Sevilla Sifuentes
Jorge Julio Sevilla Sifuentes (Coracora, Ayacucho; 22 de septiembre de 1965) es un docente y político peruano. Desde el 22 de diciembre de 2015 hasta el 5 de junio de 2020 fue el tercer gobernador regional de Ayacucho tras la suspensión de Wilfredo Oscorima.

## Biografía
Nació en Coracora, Parinacochas, el 22 de septiembre de 1965. Realizó sus estudios escolares en el colegio "9 de diciembre" de la ciudad de Huamanga.
Cursó estudios superiores de Educación en la Universidad Nacional Federico Villarreal. Asimismo, cuenta con estudios en Educación Rural Intercultural Bilingüe por la Universidad Nacional de Huancavelica y una maestría en Docencia y Gestión Educativa por la Universidad César Vallejo.
De 2001 a 2019 se ha desempeñado como profesor del Instituto Superior Pedagógico Filiberto García Cuéllar así como especialista pedagógico de acompañamiento dentro del Ministerio de Educación en este último.

### Carrera política

#### Consejero Regional de Ayacucho
Durante las elecciones regionales de 2014 fue elegido consejero regional de Ayacucho en representación de Parinacochas por Alianza para el Progreso para el periodo 2015-2018.

#### Gobernador Regional de Ayacucho
El 4 de diciembre de 2015 fue elegido por el Consejo Regional de Ayacucho como gobernador regional tras la suspensión de Wilfredo Oscorima, recibiendo al día 22 sus nuevas credenciales electorales.
El 24 de enero de 2017 juró como presidente del Comité Regional de Seguridad Ciudadana por un año promedio.
El 1 de junio, el Jurado Nacional de Elecciones restableció las credenciales del exgobernador Wilfredo Oscorima, dejando sin efecto las de Sevilla reincomporándolo nuevamente a sus funciones como consejero regional.

#### Elecciones Congresales de 2020
En 2020 postuló sin éxito a las elecciones congresales extraordinarias convocadas tras la disolución del Congreso de la República.